# Dieguinho (giocatore di calcio a 5)
Diego Henrique de Abreu Assis, meglio noto come Dieguinho (Ribeirão das Neves, 22 giugno 1989), è un giocatore di calcio a 5 brasiliano.

## Palmarès

### Club
- Taça Brasil: 1
Minas: 2012
- Campionato russo: 1
Dinamo Mosca: 2012-13
- Coppa di Russia: 1
Dinamo Mosca: 2012-13
- Coppa Intercontinentale: 1
Dinamo Mosca: 2013
- Liga Nacional de Futsal: 1
Intelli Orlândia: 2013
- Campionato portoghese: 2
Sporting CP: 2016-17, 2017-18
- Taça de Portugal: 2
Sporting CP: 2017-18, 2018-19
- Taça da Liga: 1
Sporting CP: 2016-17
- Supertaça de Portugal: 2
Sporting CP: 2017, 2018
- UEFA Champions League: 1
Sporting CP: 2018-19